# Clavularia laxa
Clavularia laxa is een zachte koraalsoort uit de familie Clavulariidae. De koraalsoort komt uit het geslacht Clavularia. Clavularia laxa werd in 1966 voor het eerst wetenschappelijk beschreven door Tixier-Durivault. 